# Auffay
Auffay är en kommun i departementet Seine-Maritime i regionen Normandie i norra Frankrike. Kommunen ligger i kantonen Tôtes som tillhör arrondissementet Dieppe. År 2018 hade Auffay 1 852 invånare.

## Befolkningsutveckling
Antalet invånare i kommunen Auffay
| Referens: INSEE |